# Brittany Snow

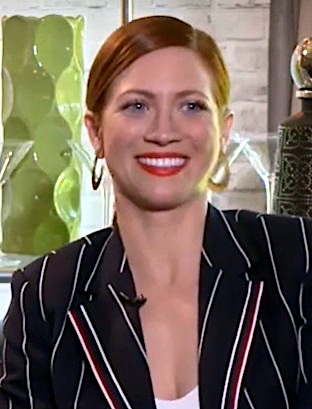
Brittany Snow (2019)

Brittany Anne Snow (* 9. März 1986 in Tampa, Florida) ist eine US-amerikanische Film- und Fernsehschauspielerin.

## Leben
Ihre Eltern sind John und Cinda Snow. Bereits im Alter von drei Jahren war sie als Model tätig. 2004 schloss sie die Gaither High School in Tampa ab. Gemeinsam mit ihrer Mutter wohnt sie in Tampa.

### Filmkarriere
Zu ihren bekanntesten Filmen zählen Rache ist sexy (2006), Hairspray (2007), Pitch Perfect (2012), Pitch Perfect 2 (2015) und Pitch Perfect 3 (2017), in denen sie eine der Hauptrollen spielt. Im Fernsehen hatte sie mehrere Auftritte in Serienproduktionen. So agierte sie in fünf Folgen der Serie Nip/Tuck – Schönheit hat ihren Preis und neunmal in der Springfield Story. 2011 stand sie neben David Oyelowo und Christian Serratos in Aimee Lagos’ Urban-Thriller 96 Minutes.
2023 gab Snow mit Parachute ihr Regiedebüt.

## Filmografie (Auswahl)
- 1994–1995: seaQuest DSV (Fernsehserie, 2 Folgen)
- 1995: Stimme des Herzens – Whisper of the heart (Mimi wo sumaseba, Stimme von Shizuku Tsukishima)
- 1998: From the Earth to the Moon (Minifernsehserie)
- 1998–2001: Springfield Story (The Guiding Light, Fernsehserie, 9 Folgen)
- 2001: Murphy’s Dozen (Fernsehfilm)
- 2002–2005: American Dreams (Fernsehserie, 61 Folgen)
- 2005: Der Babynator (The Pacifier)
- 2005: Nip/Tuck – Schönheit hat ihren Preis (Nip/Tuck, Fernsehserie, 5 Folgen)
- 2006: Law & Order: Special Victims Unit (Fernsehserie, Folge 7x22 Beeinflusst)
- 2006: Rache ist sexy (John Tucker Must Die)
- 2007: Hairspray
- 2007: On the Doll
- 2008: Prom Night (Prom Night – A Night To Die For)
- 2008: Finding Amanda
- 2008: Streak (Kurzfilm)
- 2009: The Vicious Kind
- 2009: Black Water Transit
- 2009: Gossip Girl (Fernsehserien, Folge 2x24 Wie alles anfing)
- 2009: Family Guy (Fernsehserie, Folge 8x06 Quagmires Baby, Stimme von Candy)
- 2010: Janie Jones
- 2011: Mad Love (Fernsehserie, Folge 1x04 Kleine Schwester, große Stadt)
- 2011: Harry’s Law (Fernsehserie, 15 Folgen)
- 2011: 96 Minuten (96 Minutes)
- 2012: Pitch Perfect
- 2012: Tödliches Spiel – Would You Rather? (Would You Rather)
- 2012–2013: Ben and Kate (Fernsehserie, 4 Folgen)
- 2013: Nennt mich verrückt! (Call Me Crazy: A Five Film, Fernsehfilm)
- 2013: Syrup
- 2014: There’s Always Woodstock
- 2015: Dial a Prayer
- 2015: Pitch Perfect 2
- 2016: The Late Bloomer
- 2016–2017: Crazy Ex-Girlfriend (Fernsehserie, 3 Folgen)
- 2017: Hangman – The Killing Game (Hangman: The Killing)
- 2017: Bushwick
- 2017: Pitch Perfect 3
- 2019: Someone Great
- seit 2019: Almost Family (Fernsehserie)
- 2020: Hooking Up
- 2022: X
- 2022: Christmas with the Campbells
- 2023: The Good Half
- 2023: Red, White and Blue (Kurzfilm)
- 2024: Barron's Cove
- 2024: It's Christmas!
- 2025: The Night Agent (Fernsehserie, 2 Folgen)
- 2025: The Hunting Wives (Fernsehserie)